# سايوز TM-3
سويوز تي أم - 3 (بالإنجليزية:Soyuz TM-3) هي رحلة فضائية سوفيتية حدثت في شهر يوليو سنة 1987 ، وشارك فيه السوفيتي ألكسندر فيكتورينكو والسوري محمد فارس فأنطلق الصاروخ «مير-إي بي-1» .